# Седру (Сеара)
Седру (порт. Cedro)  —  муниципалитет в Бразилии, входит в штат Сеара. Составная часть мезорегиона Юго-центральная часть штата Сеара. Входит в экономико-статистический  микрорегион Игуату. Население составляет 24 899 человек на 2006 год. Занимает площадь 725,786 км². Плотность населения — 34,3 чел./км².
Праздник города —  21 октября. 

## История
Город основан в 1920 году.

## Статистика
- Валовой внутренний продукт на 2003 составляет 45.665.653,00 реалов (данные: Бразильский институт географии и статистики).
- Валовой внутренний продукт на душу населения на 2003 составляет 1.862,76 реалов (данные: Бразильский институт географии и статистики).
- Индекс развития человеческого потенциала на 2000 составляет 0,634 (данные: Программа развития ООН).

## География
Климат местности: полупустыня.